# Summer music
Summer music is een compositie van Arnold Bax.
Het werk kreeg als werktitel Idyll mee. Bax werkte er grotendeels aan in Londen en dateerde het werk september 1921. Het idyllisch werkje heeft slechts een magere koperbezetting, er zijn geen trombones en tuba voorgeschreven en er is slechts één trompettist te horen. Bax componeerde het in tegenstelling tot andere werken direct voor symfonieorkest. Bax gaf aan dat het een weergave was van een junidag in Zuid Engeland.
Het werk lag voor het eerst op 1 november 1921 op de lessenaar van het London Symphony Orchestra, dat geleid werd door dirigent/componist Hamilton Harty. Het verdween op de plank. In 1932 reviseerde Bax het werk grondig voor dirigent Thomas Beecham, maar die zou het toen niet uitgevoerd hebben. Een bijzondere uitvoering vond plaats op 26 mei 1932. Toen speelden het Philharmonia Orchestra en het BBC Symphony Orchestra het gezamenlijk onder leiding van Basil Cameron in de Royal Albert Hall. Later werd het twee keer gespeeld tijdens de Proms-concerten (gegevens 2017), waarvan op 21 augustus 1943 op de Last night of the Proms.
Orkestratie:
- 3 dwarsfluiten (I ook fluit, 1 hobo, 1 althobo, 2 klarinetten, 2 fagotten
- 4 hoorns, 1 trompetten
- pauken, 1 harp
- violen, altviolen, celli, contrabassen